# Schipperke
Der Schipperke [Aussprache: ˈsxɪpərkə] ist eine von der FCI anerkannte belgische Hunderasse (FCI-Gruppe 1, Sektion 1, Standard Nr. 83).

## Beschreibung
Der Schipperke (im Flämischen mit der Bedeutung kleiner Schäferhund) hat ein hartes, glänzendes, dickes Deckhaar mit dichter Unterwolle, das pflegeleicht ist. Am Hals und an den Hinterpfoten ist es länger (Kragen und Hosen). Die Farbe ist schwarz ohne Abzeichen. Der Schipperke hat einen kurzen geraden, starken Rücken und sein Hals ist breit und lang. Er soll möglichst quadratisch sein (Höhe = Länge). Die Rute ist hoch angesetzt, in Ruhestellung vorzugsweise herabhängend, in der Bewegung erhöht, fehlt jedoch manchmal teilweise oder völlig (Brachyurie). Sein breites Fuchsgesicht, seine dunkelbraunen, mandelförmigen kleinen Augen sowie die hoch angesetzten dreieckigen, äußerst beweglichen Stehohren führen zu einem wachsamen Ausdruck. Der Schipperke ist ein sportlicher Hund und geeignet für Hundesport, er sollte entsprechende Haltungsbedingungen finden. Halter sollten konsequent sein bei der Erziehung.

## Herkunft und Verbreitung
Er kommt ursprünglich aus Flandern und wurde in Belgien und Holland gezüchtet. Die belgische Königin Marie Henriette erwarb 1885 bei einer Ausstellung in Brüssel einen Schipperke, dies führte zur raschen Verbreitung der Rasse und er wurde sehr beliebt. Der Rassestandard besteht seit 1888.

## Typ
Mäuse- und Rattenfänger, Boots-, Wach- und Familienhund

## Wesen
Der Schipperke, wie er laut Rassestandard sein soll, ist aufgeweckt und immer in Aktion. Fremden gegenüber ist er zurückhaltend. Er zeigt sich lernfreudig, lebhaft und neugierig. Als Wachhund meldet er hervorragend, das heißt, er bellt, wenn etwas aus seiner Sicht Auffälliges geschieht. Das Bellen ist jedoch durch konsequente Erziehung abtrainierbar. Außerdem verteidigt er Dinge, die ihm anvertraut werden.

## Rassetypische Erkrankungen
Es besteht eine Rassedisposition für die Mukopolysaccharidose Typ IIIb.